# 归善学宫
归善学宫位于中国广东省惠州市惠城区桥东街道惠新中街（今惠阳高级中学校内），是原惠州府附郭县归善县的学宫，现仅存明代所建的戟门和大成殿。
归善学宫始建于元泰定二年（1325年），今仅存有明万历四十一年（1613年）建的戟门和大成殿。戟门为硬山顶，琉璃灰瓦面，通高8米，面阔五间，进深二间。檐柱中下均为八棱红石柱，上为红圆木柱。当心间用平身科斗栱两朵，余用一朵。梁架为抬梁式，彻上露明造。大成殿为重檐歇山顶，琉璃灰瓦面。通高10.5米，面阔五间，进深二间。梁架为抬梁式，彻上露明造。屋面上檐共有八朵斗栱，其中柱头科四朵，平身科四朵，下檐柱头科六朵，平身科六朵。
- 戟门
- 戟门
- 大成殿